# Nuevo Uruapan
Nuevo Uruapan es una localidad del estado mexicano de Baja California. Es parte del municipio de San Quintín.

## Demografía
| Gráfica de evolución demográfica |
|                                  |

| Censo | Población |
| ----- | --------- |
| 1980  | 210       |
| 1990  | 940       |
| 2000  | 748       |
| 2010  | 866       |
| 2020  | 1042      |